# 5355 Akihiro
5355 Akihiro eller 1991 CA är en asteroid i huvudbältet som upptäcktes den 3 februari 1991 av de båda japanska astronomerna Seiji Ueda och Hiroshi Kaneda i Kushiro. Den är uppkallad efter Akihiro Ueda, son till en av upptäckarna.
Asteroiden har en diameter på ungefär 5 kilometer.